# Chloroclystis rubicunda
Chloroclystis rubicunda là một loài bướm đêm trong họ Geometridae.